# 生麦ジャンクション
生麦ジャンクション（なまむぎジャンクション）は、神奈川県横浜市鶴見区にある首都高速道路の神奈川1号横羽線・神奈川5号大黒線・神奈川7号横浜北線のジャンクションである。
供用当初は横羽線羽田方面と大黒線が接続するクオーターJCTであったが

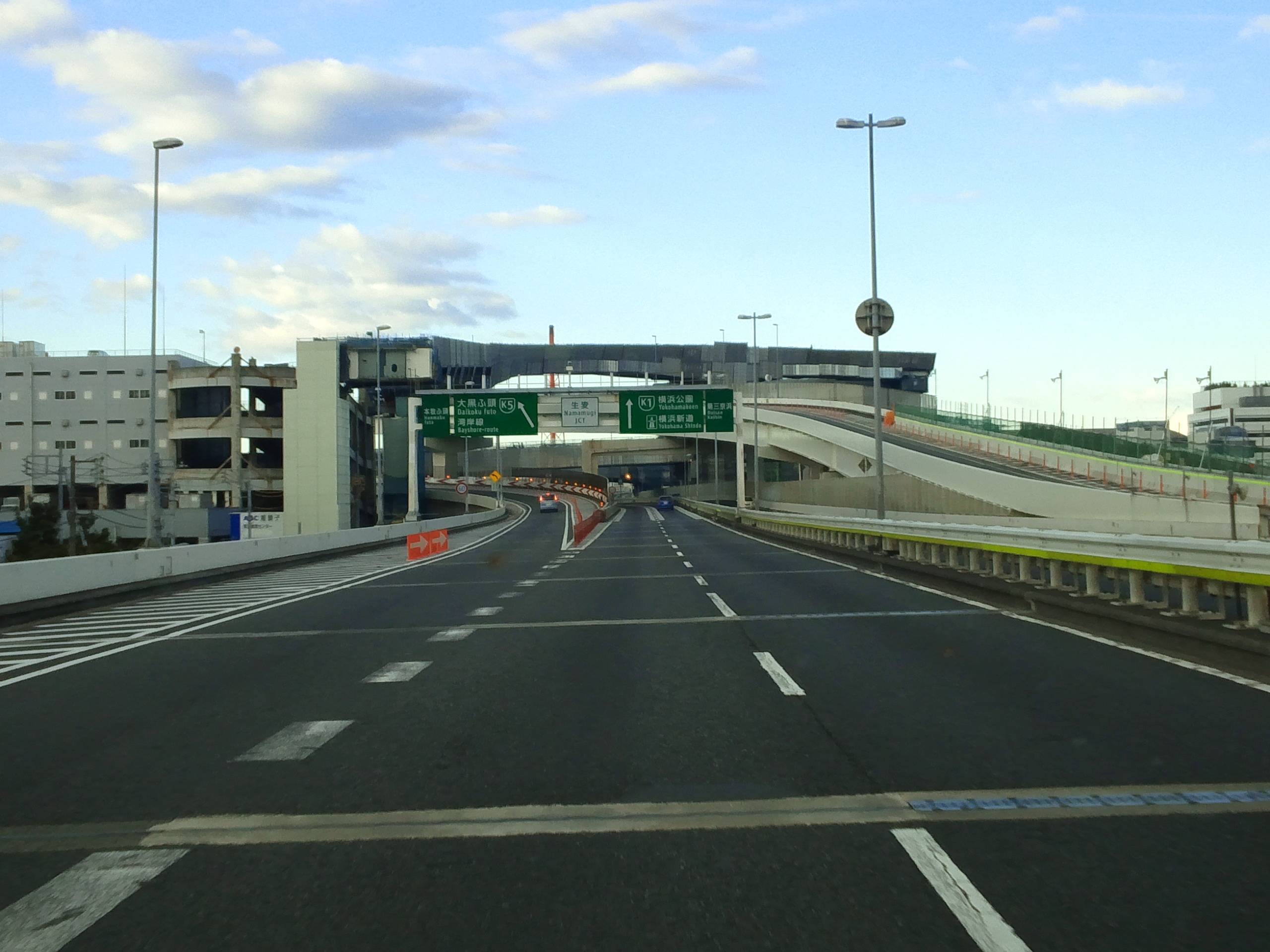
生麦ジャンクション

、2017年3月18日の横浜北線開通と同時に、横羽線横浜公園方面と大黒線の両線から横浜北線のランプが供用されフルJCTとなった。

## 連絡している路線
- 神奈川1号横羽線
- 神奈川5号大黒線
- 神奈川7号横浜北線

## 隣
首都高速神奈川1号横羽線
(155)汐入出入口 - 生麦JCT -(154)生麦出入口 - (157)守屋町出口 - (159,160)子安出入口
首都高速神奈川5号大黒線
大黒JCT/(551)大黒ふ頭出入口/大黒PA - 生麦JCT
首都高速神奈川7号横浜北線
(751,752)岸谷生麦出入口 - 生麦JCT

## 備考
- 湾岸ミッドナイト MAXIMUM TUNE 4以降では、当時開通前だった首都高速神奈川7号横浜北線の分岐部分も再現されている。